# Janez Bogataj (fotograf)
Janez Bogataj, slovenski fotograf, * 1961.

## Življenje in delo
S fotografijo se je začel ukvarjati leta 1975 pod vodstvom Vlastje Simončiča kot član fotokluba v Gorenji vasi. Fotografije je v 80. objavljal v tedniku Mladina, to so bile predvsem fotografije koncertov (npr.: Novi Rock festival v Križankah). Od 1979 do 1988 je sodeloval na okoli tristotih razstavah doma in po svetu ter prejel okoli 50 nagrad.
Leta 1981 je prejel zlato ptico za dosežke v fotografiji. Konec leta 2004 je izdal fotomonografijo Pastorala (COBISS), opremljeno s citati iz svetovne književnosti. 40 njegovih fotografij je uvrščenih tudi v zbirko Bibliotheque Nationale. 